# Adenozintrifosfataza
Adenozintrifosfataza (EC 3.6.1.3, adenilpirofosfataza, ATP monofosfataza, ATPase, SV40 T-antigen, adenozin 5'-trifosfataza, ATP hidrolaza, kompleks V (mitohondrijski elektronski transport),-ATPaza, 3--ATPaza, adenozinska trifosfataza) je enzim sa sistematskim imenom ATP fosfohidrolaza. Ovaj enzim katalizuje sledeću hemijsku reakciju
ATP + 2O {\displaystyle \rightleftharpoons } ADP + fosfat
Mnogi enzimi koji su raniji bili obuhvaćeni ovom klasom su sad u klasama EC 3.6.3 i EC 3.6.4.

## Spoljašnje veze
- Adenosinetriphosphatase на 